# Marziale Cerutti
Marziale Cerutti (Brescia, 10 marzo 1895 – 26 maggio 1946) è stato un generale e aviatore italiano, pluridecorato con medaglia d'argento al valor militare. Asso dell'aviazione da caccia, è accreditato di 17 abbattimenti durante la prima guerra mondiale.

## Biografia

Marziale Cerutti fotografato a fianco del suo Nieuport 27

Marziale Cerutti nacque a Brescia il 10 marzo 1895 e fu arruolato come artigliere semplice nel Regio Esercito nel 25º reggimento di artiglieria all'entrata del Regno d'Italia nella prima guerra mondiale.

## Servizio durante la prima guerra mondiale
Cerutti chiese di frequentare la scuola di pilotaggio del Corpo Aeronautico e il 30 novembre 1915 ricevette il brevetto di pilota presso la scuola volo di Pisa. Il 15 maggio 1916 fu promosso caporale e il 26 giugno iniziò l'addestramento avanzato sull'aereo biposto da ricognizione Farman e dall'11 settembre sui bombardieri Caproni. Tre giorni dopo, iniziò l'addestramento come pilota da caccia sui Nieuport al campo scuola di Cascina Costa. Nel novembre 1916 fu promosso sergente e assegnato alla 79ª Squadriglia.
Cerutti iniziò la sua carriera come pilota di caccia dipingendo sul suo Nieuport 11 l'emblema di un asso di bastoni e le iniziali "MIR" con il significato "Marziale Imperatore Romano". Utilizzò le stesse decorazioni anche sul successivo aereo che utilizzò, un Nieuport 27.
Cerutti rivendicò il suo primo abbattimento il 14 giugno 1917; ma il primo riconoscimento sarebbe arrivato solo alla sua quarta segnalazione, il 24 novembre. Il pilota avrebbe continuato a rivendicare abbattimenti fino al termine del conflitto, concludendo con tre ottenuti il 27 ottobre 1918. La maggior parte delle sue rivendicazioni erano per abbattimenti compiuti individualmente, sebbene ne abbia segnalati anche due condivisi con Antonio Reali e uno ciascuno con Antonio Chiri e Giovanni Nicelli, tutti poi diventati assi dell'aviazione. Nel giugno 1918, Marziale Cerutti fu proposto per la nomina a ufficiale, ma terminò la guerra come sergente.

## Primo dopoguerra
Al termine della guerra, una commissione dei servizi segreti italiani, nota come commissione Bongiovanni, verificò gli abbattimenti rivendicati dai piloti italiani e pubblicò un elenco ufficiale il 1º febbraio 1919. A Cerutti rimosse dall'elenco di accrediti la prima e le ultime tre vittorie fino a quel momento assegnate al pilota e concluse i lavori riconoscendo 17 abbattimenti ufficiali.
Al termine del conflitto Cerutti rimase in servizio con il Corpo Aeronautico e il 23 marzo 1919 venne nominato ufficiale con il grado di sottotenente. Con il confluire del Corpo Aeronautico nella neonata Regia Aeronautica, Cerutti salì di grado e responsabilità. Venne posto al comando del 60º Gruppo nel 1931 e nel 1935 era già colonnello al comando del 15º Stormo. Da gennaio 1936 venne trasferito al comando dell'11º Stormo fino a marzo 1938.

## Seconda guerra mondiale
Allo scoppio della seconda guerra mondiale, Cerutti venne inviato al quartier generale in Nord Africa. Il 28 giugno 1940, fu testimone oculare dell'abbattimento in un episodio di fuoco amico che causò la morte del Maresciallo dell'Aria Italo Balbo a Tobruk.
Il 28 marzo 1941, fu promosso generale di brigata aerea e nel successivo agosto 1941 venne nominato a capo del comando dell'aviazione da trasporto: i "Servizi Aerei Speciali". Dopo l'Armistizio di Cassibile, Cerutti si unì alla Aeronautica Nazionale Repubblicana. Come conseguenza, al termine del conflitto fu rimosso dal servizio. Nel mentre attendeva di conoscere le sue possibilità di continuare la carriera militare, rimase ucciso il 26 maggio 1946 in un incidente stradale cadendo da una motocicletta che aveva costruito.